# Deborah Compagnoni
Deborah Compagnoni (Bormio, Llombardia, 4 de juny de 1970) és una esquiadora italiana, ja retirada, guanyadora de quatre medalles olímpiques.
Especialitzada en les modalitats d'esquí alpí, eslàlom, eslàlom gegant i super gegant, va debutar l'any 1985 i va aconseguir una medalla d'or (1987) i dos de bronze (1986 i 1987) als Campionat del Món júnior. A nivell nacional va aconseguir nou títols de campiona d'Itàlia entre 1989 i 1997. Tot i les nombroses lesions que va patir, va competir en tres Jocs Olímpics d'Hivern (Albertville 1992, Lillehammer 1994 i Nagano 1998) aconseguint tres medalles d'or i una de plata. També va aconseguir tres Campionats del Món, dos a eslàlom gegant (1996 i 1997) i un a eslàlom (1997). Va guanyar 16 proves de la Copa del Món (14 en eslàlom gegant, 2 en super gegant i 1 en eslàlom) entre 1992 i 1998 i va adjudicar-se la Copa del Món d'eslàlom gegant el 1997. Va retirar-se de la competició el 1998.
Entre d'altres reconeixements, va rebre el Collar d'or al mèrit esportiu del Comitè Olímpic Italià el 1996.

## Palmarès
- 1 medalla d'or als Jocs Olímpics d'Hivern de 1992 en super gegant
- 1 medalla d'or als Jocs Olímpics d'Hivern de 1994 en eslàlom gegant
- 1 medalla d'or als Jocs Olímpics d'Hivern de 1998 en eslàlom gegant
- 1 medalla d'argent als Jocs Olímpics d'Hivern de 1998 en eslàlom
- 2 medalles d'or als Campionats del Món d'esquí en eslàlom gegant: 1996 i 1997
- 1 medalla d'or als Campionats del Món d'esquí en eslàlom: 1997
- 1 Copa del Món d'esquí en eslàlom gegant: 1997
- 9 Campionats d'Itàlia d'esquí

- 5 en eslàlom gegant: 1989, 1991, 1993, 1994 i 1997
- 2 en super gegant: 1989 i 1991
- 1 en eslàlom especial: 1989
- 1 en descens: 1989